# Danafungia
Genre
Danafungia est un genre de coraux durs de la famille des Fungiidae.

## Liste d'espèces
Le genre Danafungia comprend les espèces suivantes :
| Selon World Register of Marine Species (4 juillet 2015) : - Danafungia horrida Dana, 1846 - Danafungia scruposa Klunzinger, 1879 | Selon NCBI (4 juillet 2015) : - Danafungia horrida - Danafungia scruposa |